# Charles Le Brun

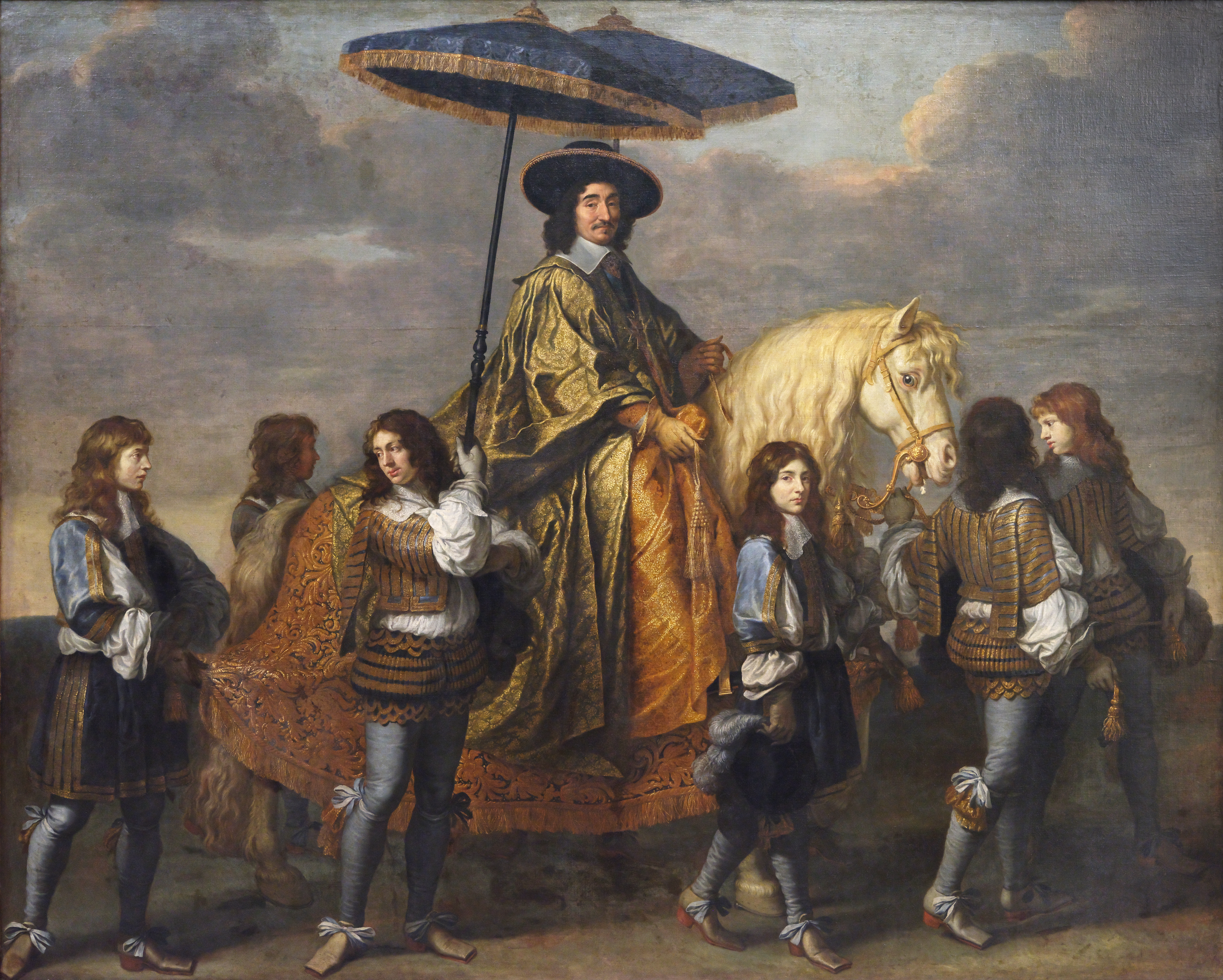
Kanclerz Séguier na koniu (ok. 1670), Luwr Paryż

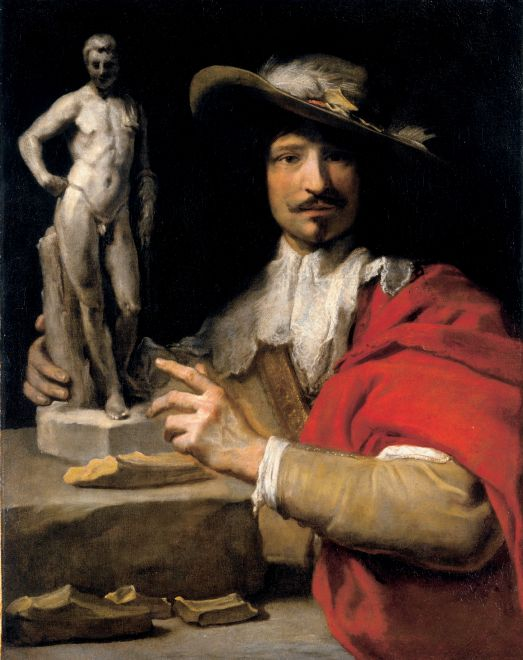
Portret Nicolasa Le Bruna (ok. 1635), Rezidenzgalerie Salzburg

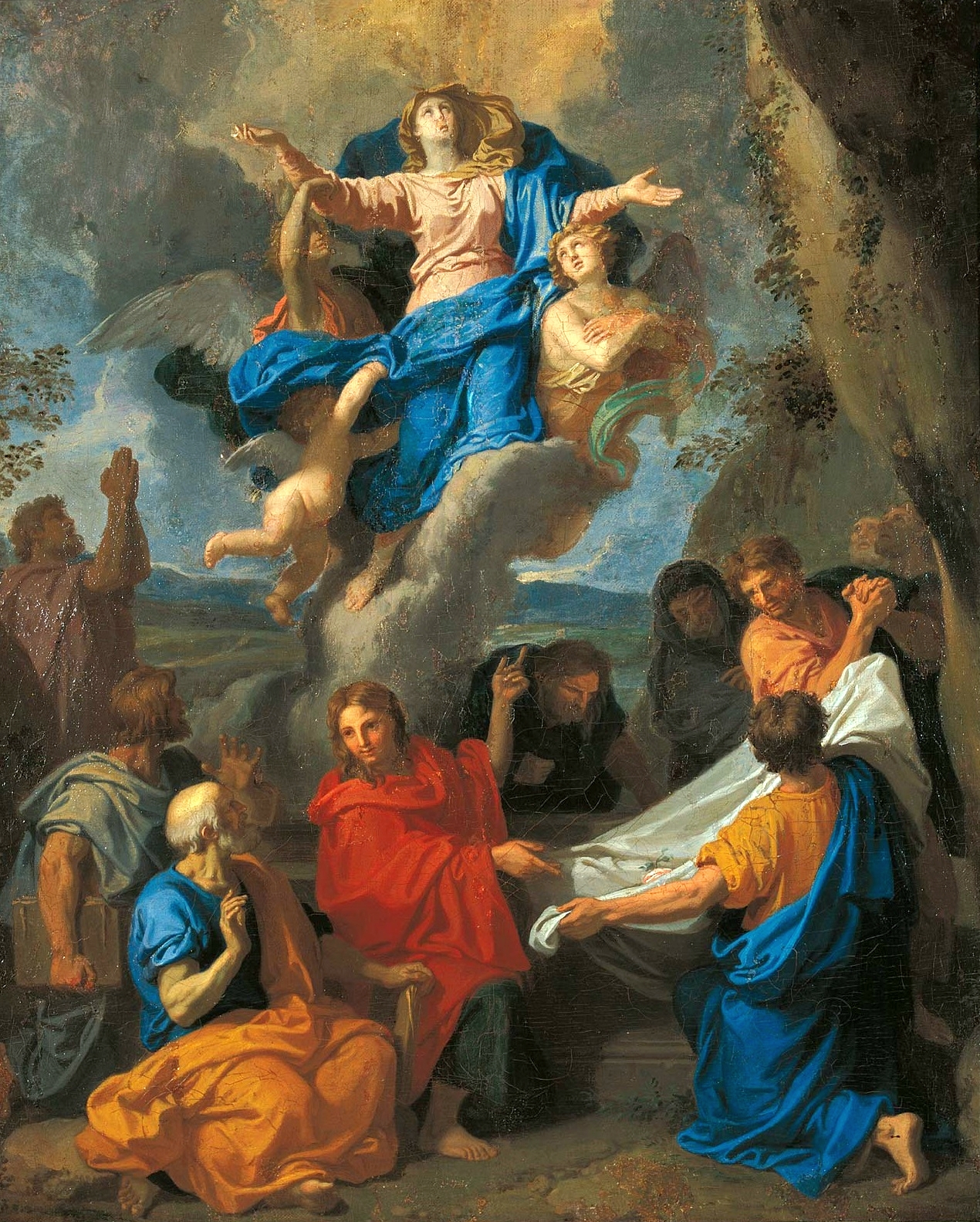
Wniebowzięcie NMP (lata 70. XVII w.), Muzeum Pałacu Króla Jana III w Wilanowie

Charles Le Brun (Lebrun) (ochrz. 24 lutego 1619 w Paryżu, zm. 12 lutego 1690, tamże) – francuski malarz, architekt i dekorator okresu baroku, współtwórca stylu Ludwika XIV.

## Życiorys
Był synem rzeźbiarza Nicolasa Le Bruna. Od 1632 uczył się u François Perriera, dwa lata później u Simona Voueta. W 1637 wyjechał do Fontainebleau. W 1638 uzyskał tytuł malarza nadwornego. W l. 1642-45 przebywał w Rzymie, gdzie kształcił się u Poussina, ulegając zarazem wpływowi Pietra da Cortony. W 1646 wrócił do Paryża. W 1648 uczestniczył w założeniu Akademii Królewskiej, której został profesorem, a od 1668 rektorem. W roku 1664, dzięki poparciu Jean-Baptiste Colberta, ministra Ludwika XIV, został mianowany pierwszym malarzem królewskim, a w 1663 generalnym kustoszem królewskich zbiorów sztuki oraz pierwszym dyrektorem Manufacture des Gobelins.
Według jego koncepcji powstały Galeria Zwierciadlana, salony Wojny i Pokoju oraz Schody Ambasadorów w Wersalu. Ozdobił Galerię Apollina w Luwrze i Galerię Herkulesa w hôtelu Lambert. Dekorował również pałace w Sceaux i w Marly-le-Roi.
W 1667 opublikował pracę o ekspresji w sztuce pt. Méthode pour apprendre à dessiner les passions.
Malował liczne obrazy sztalugowe o tematyce mitologicznej, religijnej, alegorycznej i historycznej, portrety oraz kartony do tapiserii (serie: Żywioły, Pory roku, Historia Ludwika XIV, Historia Aleksandra Wielkiego, Królewskie pałace). Jego styl łączył w sobie cechy klasycyzmu Poussina i dojrzałego baroku włoskiego.
Cechuje go dążenie do przepychu i monumentalizmu, realizowane paletą miedzianych i ciemnobłękitnych, przyszarzałych odcieni.
Jego uczniami byli m.in.: Charles de La Fosse, Jean Jouvenet i René Antoine Houasse.

## Dzieła artysty
- Portret Nicolasa Le Bruna - (ok. 1635) Salzburg, Rezidenzgalerie
- Chrystus na krzyżu - (1637), Moskwa, Muzeum Sztuk Pięknych im. Puszkina w Moskwie
- Męczeństwo św. Jana przed Porta Latina - (ok. 1641), olej na płótnie 282 x 224 cm, Paryż, St. Nicolas du Chardonnet
- Pietà - (1643-45), Paryż, Luwr
- Dedal i Ikar - (1645-46), Petersburg, Ermitaż
- Męczeństwo św. Andrzeja - (1646-47), Los Angeles, J. Paul Getty Museum
- Ukamienowanie św. Szczepana - (1647), Paryż, Katedra Notre-Dame
- Ukrzyżowanie św. Andrzeja - (1651), Paryż, Katedra Notre-Dame
- Pokutująca Magdalena - (1655), Paryż, Luwr
- Święta Rodzina ze śpiącym Dzieciątkiem Jezus - (1655), Paryż, Luwr
- Ofiara Jefty - (ok. 1656), Florencja, Galeria Uffizi
- Śmierć Meleagra - (ok. 1658), Paryż, Luwr
- Triumf Wiary - (1658-60), Pałac w Vaux-le-Vicomte,
- Herkules - (1658-61), Pałac w Vaux-le-Vicomte,
- Kanclerz Séguier na koniu - (1661), Paryż, Luwr
- Ukrzyżowanie z aniołami - (ok. 1660), Paryż, Luwr
- Wjazd Aleksandra do Babilonu - (ok. 1664), olej na płótnie 450 x 707 cm, Paryż, Luwr
- Ludwik XIV adorujący zmartwychwstałego Chrystusa - (1674), Lyon, Musée des Beaux-Arts
- Apoteoza Ludwika XIV - (1677), Budapeszt, Muzeum Sztuk Pięknych
- Wniebowzięcie NMP - lata 70 XVII w., Muzeum Pałacu Króla Jana III w Wilanowie
- Podniesienie krzyża - (1685), Troyes, Musée des Beaux-Arts
- Upadek zbuntowanych aniołów - (przed 1685), Dijon, Musée des Beaux-Arts
- Adoracja pasterzy - (1689), Paryż, Luwr
- Aleksander i Poros – Paryż, Luwr
- Autoportret – Florencja, Galeria Uffizi
- Henri de Turenne – Wersal, Paryż
- Ludwik XIV – Paryż, Luwr
- Rzeź niewiniątek – Londyn, Dulwich Picture Gallery
- Uczta u Szymona –  Wenecja,